# Agama atra
Espèce
Synonymes
- Agama micropholis Matschie, 1891
- Agama microterolepis Boulenger, 1896
- Agama atra rudis Boulenger & Power, 1921

Agama atra est une espèce de sauriens de la famille des Agamidae.

## Répartition
Cette espèce se rencontre en Afrique du Sud, au Swaziland, en Namibie et au Botswana. 

## Description

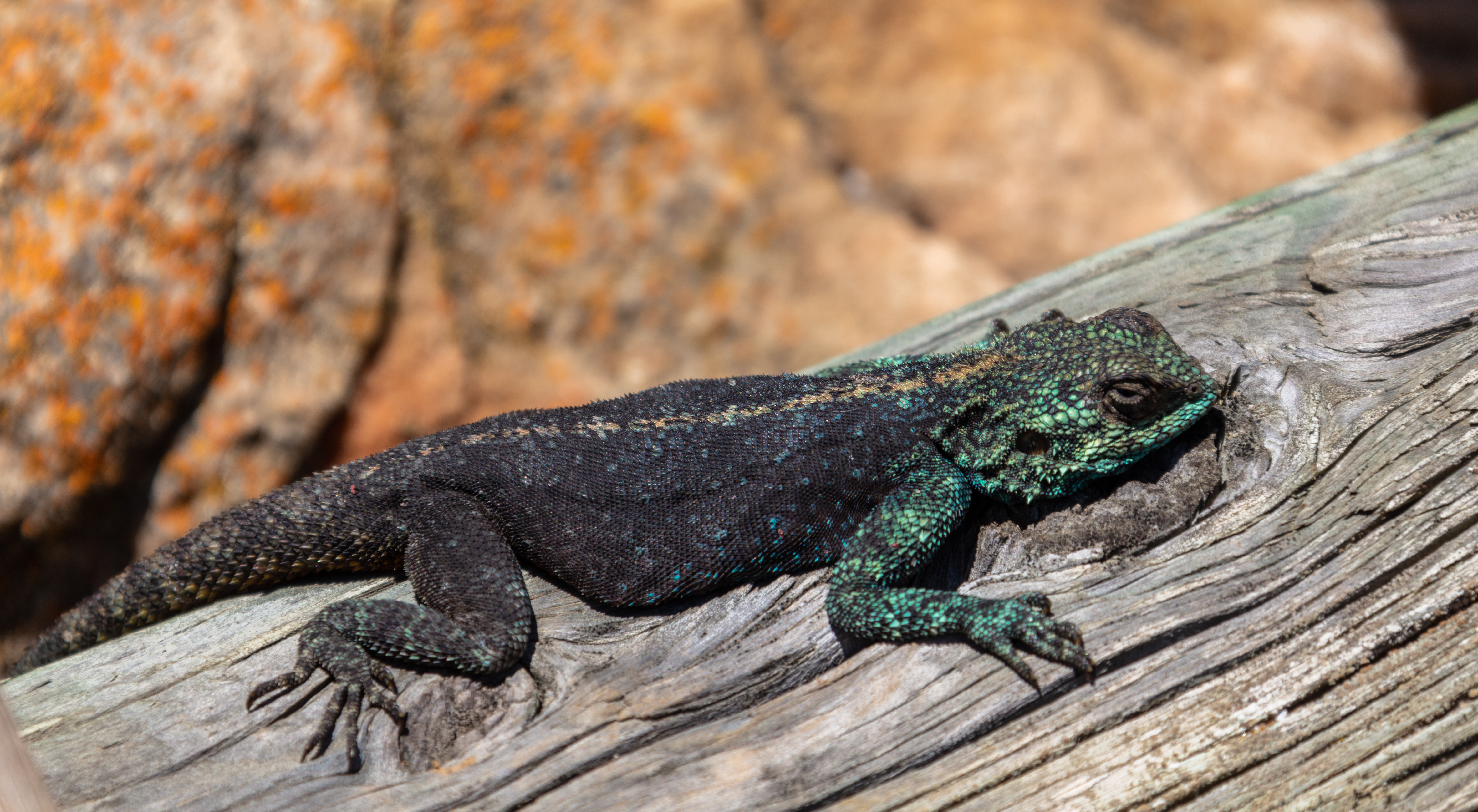
Agama atra

Il s'agit d'un reptile terrestre et diurne de couleur sombre virant au bleu-vert sur la tête.

## Taxinomie
La sous-espèce Agama atra knobeli a été élevée au rang d'espèce par Matthee et Flemming en 2002.

## Étymologie
Le nom atra vient du latin « ater, atra, atrum », sombre ou noir, en référence à la couleur du corps.

## Publications originales
- Daudin, 1802 : Histoire Naturelle, Générale et Particulière des Reptiles; ouvrage faisant suit à l'Histoire naturelle générale et particulière, composée par Leclerc de Buffon; et rédigee par C.S. Sonnini, membre de plusieurs sociétés savantes, vol. 3, F. Dufart, Paris, p. 1-452 (texte intégral).